# Субботин, Серафим Иванович
Серафи́м Ива́нович Суббо́тин (3 мая 1906, Казань — 16 января 1976, Киев) — советский учёный-геофизик, специалист по изучению глубинного строения земной коры и верхней мантии методом гравиметрии, академик АН УССР (с 1961 года), доктор геолого-минералогических наук (с 1955 года), профессор (с 1956 года), заслуженный деятель науки и техники УССР (с 1966 года), лауреат Государственной премии УССР в области науки и техники (1972) и
премии имени В. И. Вернадского АН УССР (1976).

## Биография
Родился 3 мая 1906 года в Казани. В 1931 году окончил астрономо-геофизическое отделение физико-математического факультета Киевского государственного университета.
С 1931 по 1945 год работал техническим руководителем, старшим инженером, инженером-геофизиком в полевых партиях Украинского геологического управления, Украинского и Средневолжского отделения Государственного союзного геофизического треста Наркомнефти СССР.
В 1945 году перешел работать в АН УССР. В апреле 1945 года защитил кандидатскую диссертацию. Этого же года он переезжает во Львов в составе отдела геофизики Института геологических наук АН УССР. С образованием Института полезных ископаемых в 1951 году, работает там старшим научным сотрудником, заведующим отделом геофизики, заместителем директора института.
В 1955 году защитил докторскую диссертацию представленной на тему «Глубинное строение Советских Карпат и прилегающих территорий по данным геофизических исследований».
В 1960 году в Киеве был создан Институт геофизики АН УССР, директором которого был назначен С. И. Субботин. С тех пор и до последних дней жизни он возглавлял, развивал и совершенствовал все звенья геофизической науки в этом институте.
Умер 16 января 1976 года. Похоронен в Киеве на Байковом кладбище.

## Научная и педагогическая деятельность
Основным направлением научной деятельности ученого были исследования в области гравиметрии. Благодаря обобщению многолетних гравиметрических съемок в разных регионах Украины, которые изложены в труде «Аномальные силы тяжести и их интерпретация» (1945), учёный получил ценный материал о геологическом строении Днепровско-Донецкой впадины и распространение железорудных формаций Большого Кривого Рога. Кроме решения ряда теоретических вопросов гравиметрии в такой труда ученого и его сотрудников как «Гравиметрические исследования строения земной коры и верхней мантии» (1979) сделан глубокий анализ современного состояния строения земной коры и верхней мантии согласно гравиметрическим данным плотностных моделей.
Важное народнохозяйственное значение для восстановления и расширения энергетической базы западных областей Украины имеет монография С. И. Субботина «Глубинное строение Советских Карпат и прилегающих территорий по данным геофизических исследований» (1955). В ней освещена проблема вертикальных движений земной коры в процессе стыка и расширение подкоровых масс.
Профессор С. И. Субботин значительное внимание уделял воспитанию молодых геофизиков. В 1945—1950 годах он работал доцентом Львовского государственного университета, а в 1950—1956 — доцентом Львовского политехнического института.
С 1956 по 1959 год был профессором Львовского госуниверситета. Сложные вопросы геофизических исследований Земли учёный пытался донести до широкой общественности путем публикации таких научно-популярных изданий как:
- «Планета рассказывает. К проблемам геофизики» (1965);
- «Кора и мантия Земли» (1966);
- «Взгляд в глубь планеты» (1968);
- «Новое о глубинном строении Земли» (1970);
- «Планета загадок и о явлениях, происходящих в земной коре» (1971) и много других.

Он часто выступал с докладами в научных учреждениях и производственных организациях, на страницах газет и журналов. Его глубоко содержательные лекции о глубинном строении Земли слушали в 14 странах Европы, Азии, Америки и Австралии.

## Память
За большие заслуги перед советской геофизической наукой и высокую оценку личных качеств его имя в 1978 году было присвоено Институту геофизики АН УССР, на здании которого 13 июля 1981 года установлена мемориальная доска (бронза; бюст; скульптор Н. П. Рапай, архитектор А. Ф. Игнащенко).

В 1998 году в НАН Украины была учреждена премия имени С. И. Субботина.